# Cimitero di Montparnasse
Il cimitero di Montparnasse (pronuncia /mõ.paʁ.'nas/) è un cimitero parigino situato nel XIV arrondissement.

## Storia

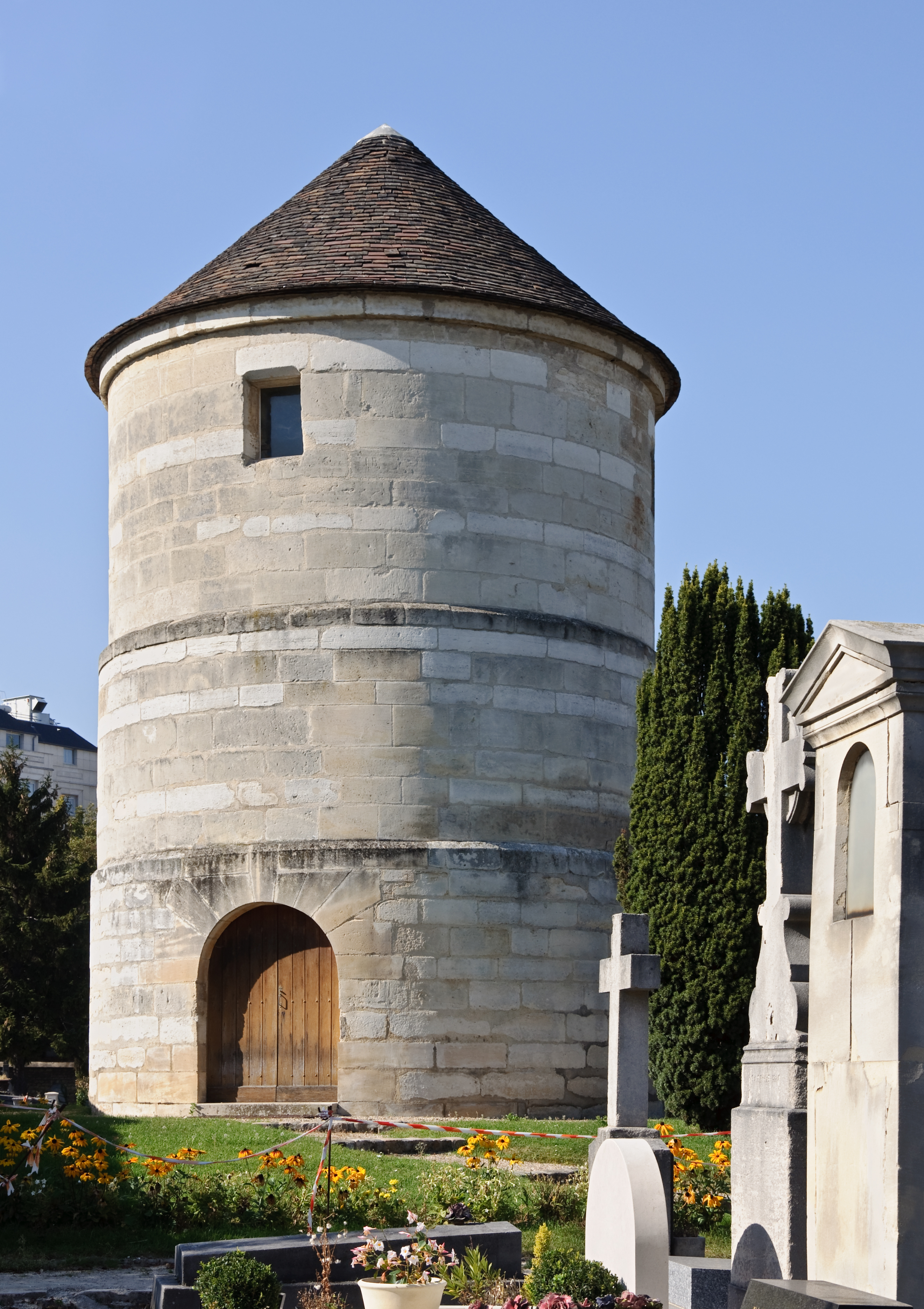
Il Moulin de la Charité, vecchio mulino inglobato nel cimitero di Montparnasse

Nel XIX secolo l'idea che le sepolture in chiesa fossero pericolose per l'igiene pubblica era divenuta di dominio comune e a Parigi furono creati, al di fuori delle mura cittadine, il cimitero di Montmartre a nord, il cimitero di Père-Lachaise a est, e il cimitero di Montparnasse a sud, mentre nel centro della città fu creato il cimitero di Passy.
Il terreno di Montparnasse era in realtà un'altura artificiale nata da una discarica pubblica di pietrisco. Vi sorgevano un tempo tre antiche fattorie appartenenti ad istituzioni caritatevoli (Hotel Dieu e Frères de la Charité), e anche un mulino a vento (ancora visibile, ma senza le ali).
Con la rivoluzione francese i terreni degli ordini religiosi vennero confiscati, e a Montparnasse cominciarono ad essere seppelliti i poveri che morivano negli ospedali, quelli che nessuno reclamava. All'inizio del XIX secolo Nicolas Frochot, prefetto del Dipartimento della Senna (cioè prefetto di Parigi), acquisì circa 10 ettari di questi terreni per installarvi uno dei 3 cimiteri fuori le mura della città di allora. La prima inumazione ebbe luogo il 25 luglio 1824. Con l'ampliamento del territorio parigino voluto da Napoleone III nel 1860 il cimitero di Montparnasse finì poi per essere compreso nella città.
Il cimitero conta oggi circa 35 000 tombe, e accoglie un migliaio di nuove salme l'anno. Con i suoi 19 ettari e 1 200 alberi, Montparnasse è anche uno dei più importanti spazi verdi della città. Le essenze prevalenti sono il tiglio, la sofora, la tuia, l'acero, il frassino e le conifere.

## Sepolture illustri

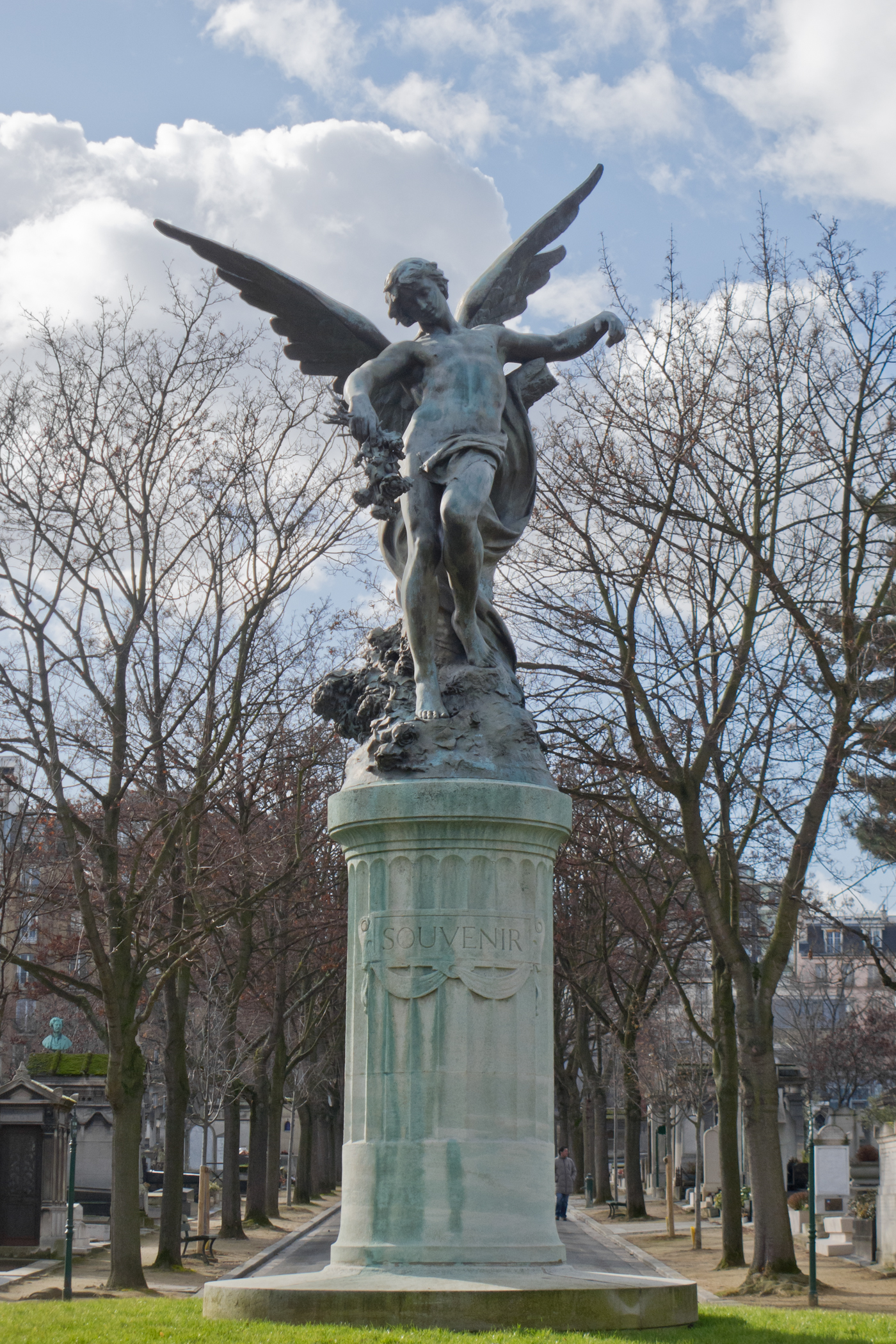
Génie du sommeil éternel (Horace Daillion, 1902)

### A
- Louise Abbéma (1853-1927), pittrice
- Henri Alekan (1909-2001), direttore della fotografia
- Aleksandr Aleksandrovič Alechin (1892-1946), scacchista russo naturalizzato francese (campione del mondo nel 1927 e nel 1937)
- Étienne Arago (1802-1892), politico e commediografo
- Daniel Arasse (1944-2003), storico dell'arte
- Michèle Arnaud (1919-1998), cantante
- Françoise Arnoul (1931-2021), attrice
- Raymond Aron (1905-1983), sociologo, filosofo, giornalista, storico e politologo
- Zacharie Astruc (1833-1907), scultore, pittore, critico d'arte e poeta
- Claudine Auger (1941-2019), attrice
- Tina Aumont (1946-2006), attrice statunitense
- Georges Auric (1899-1983), compositore
- Kostas Axelos (1924-2010), filosofo francese di origine greca

### B
- Shapur Bakhtiar (1914-1991), politico iraniano
- Antoine Jérôme Balard (1802-1876), chimico
- César Baldaccini (1921-1998), scultore
- Théodore de Banville (1823-1891), poeta e scrittore
- Elsa Barraine (1910-1999), compositrice
- Raymond Barre (1924-2007), politico ed economista
- Auguste Bartholdi (1834-1904), patriota e scultore
- Marie-Louise Bastié (1898-1952), aviatrice
- Sylvia Bataille (1908-1993), attrice
- Charles Baudelaire (1821-1867), poeta, scrittore, critico letterario e d'arte, giornalista e traduttore francese
- Jean Baudrillard (1929-2007), un sociologo, filosofo, politologo e saggista
- Armand Joseph Bayard (1805-1875), ingegnere (costruttore della prima ferrovia italiana Napoli-Portici)
- Simone de Beauvoir (1908-1986), insegnante, scrittrice, saggista, filosofa e femminista
- Jacques Becker (1906-1960), regista e sceneggiatore
- Samuel Beckett (1906-1989), scrittore, drammaturgo, traduttore, sceneggiatore e regista irlandese
- Eugène Belgrand (1810-1878), ingegnere
- Henri Bellery-Desfontaines (1867-1909), pittore, incisore e architetto
- Paul Belmondo (1898-1982), scultore
- Valérie Benguigui (1961-2013), attrice
- Eugène Benoist (1831-1887), filologo classico e latinista
- Emmanuel Berl (1892-1976), giornalista, storico e saggista
- Georges Bernier (1929-2005), scrittore e giornalista (cofondatore della rivista Charlie Hebdo)
- John Berry (1917-1999), regista, sceneggiatore e attore statunitense
- Aloysius Bertrand (1807-1841), poeta
- Marcel Alexandre Bertrand (1847-1907), geologo
- Albert Besnard (1849-1934), pittore ed incisore
- Jane Birkin (1946-2023), attrice, cantante e regista britannica naturalizzata francese
- Marcel Bozzuffi (1928-1988), attore, doppiatore e regista
- Constantin Brâncuși (1876-1957), scultore romeno naturalizzato francese
- Brassaï (1899-1984), fotografo ungherese naturalizzato francese

### C
- Louis-Nicolas Cabat (1812-1893), pittore
- Gérard Calvi (1922-2015), compositore
- Jean Carmet (1920-1994), attore e sceneggiatore
- Hélène Carrère d'Encausse (1929-2023), storica e politica
- Cassandre (1901-1968), grafico e pubblicitario
- Aristide Cavaillé-Coll (1811-1899), organaro
- Caroline Cellier (1945-2020), attrice
- Marie Léonide Charvin (1832-1891), attrice teatrale
- Jacques Chirac (1932-2019), presidente della Repubblica francese
- Emil Cioran (1911-1995), filosofo, scrittore e saggista romeno
- André Citroën (1878-1935), inventore e imprenditore (fondatore della Citroën)
- Julio Cortázar (1914-1984), scrittore, poeta e critico letterario argentino
- Bruno Cremer (1929-2010), attore

### D
- Louise Sébastienne Danton Dupin (1776-1856), seconda moglie del rivoluzionario Georges Jacques Danton, che sposò in seconde nozze il barone Claude-François-Étienne Dupin
- Mireille Darc (1938-2017), attrice e regista
- Danièle Delorme (1926-2015), attrice
- Jacques Demy (1931-1990), regista e sceneggiatore
- Sophie Desmarets (1922-2012), attrice
- Robert Desnos (1900-1945), poeta e scrittore
- Porfirio Díaz (1830-1915), politico e militare messicano
- Philippe-Antoine Merlin de Douai (1754-1838), politico e giurista
- Alfred Dreyfus (1859-1935), militare
- Claude-François-Étienne Dupin (1767-1828), consigliere di dipartimento e politico
- Marguerite Duras (1914-1996), scrittrice, sceneggiatrice e regista
- Guillaume Dustan (1965-2005), magistrato, scrittore, giornalista ed editore
- Roland Dyens (1955-2016), chitarrista, compositore e arrangiatore

### E
- Brigitte Engerer (1952-2012), pianista
- Robert Enrico (1931-2001), regista e sceneggiatore

### F
- Léon-Paul Fargue (1876-1947), poeta e saggista
- Maurice de Féraudy (1859-1932), attore, commediografo e regista
- César Franck (1822-1890), compositore, organista e docente di musica belga

### G
- Serge Gainsbourg (1928-1991), cantautore, musicista, paroliere, poeta, pittore e regista
- Henry Gauthier-Villars (1859-1931), scrittore
- Xavier Gélin (1946-1999), attore e regista
- Juliette Gréco (1927-2020), cantante e attrice
- James Guillaume (1844-1916), scrittore e anarchico franco-svizzero

### H
- Louis Hachette (1800-1864), editore
- Mireille Hartuch (1906-1996), compositrice, cantante e attrice
- Pierre-Augustin Hulin (1758-1841), generale

### I
- Eugène Ionesco (1909-1994), drammaturgo e saggista romeno naturalizzato francese
- Joris Ivens (1898-1989), regista, sceneggiatore, montatore, direttore della fotografia, produttore e attore olandese

### J
- Jean-François Jannekeyn (1892-1971), aviatore, generale e politico
- Zizi Jeanmaire (1924-2020), ballerina, attrice e showgirl
- Pierre Jean Jouve (1887-1976), scrittore e poeta

### K
- Joseph Kessel (1898-1979), giornalista e scrittore
- Kiki de Montparnasse (1901-1953), modella, attrice e scrittrice, (ivi sepolta fino al 1974, successivamente la salma fu traslata al cimitero di Thiais)

### L
- Jean-Baptiste de Lamarck (1744-1829), naturalista, enciclopedista, biologo, zoologo e botanico zoologo e botanico (disseppellito nel 1834, salma perduta)
- Rosalie Lamorlière (1768-1848), realista
- Henri Langlois (1914-1977), archivista, restauratore e critico cinematografico (direttore della Cinémathèque Française)
- Pierre Laval (1883-1945), politico (primo ministro del Governo di Vichy)
- Pëtr Lavrovič Lavrov (1823-1900), giornalista, filosofo e rivoluzionario russo
- Maurice Leblanc (1864-1941), scrittore
- Philippe Léotard (1940-2001), attore e cantante
- François Leterrier (1929-2020), regista e attore
- Urbain Le Verrier (1811-1877), astronomo e matematico
- Frédéric Lix (1830-1897), pittore e illustratore
- Sylvia Lopez (1933-1959), modella e attrice

### M
- Man Ray (1890-1976), pittore, fotografo, grafico e regista statunitense
- Guy de Maupassant (1850-1893), scrittore e drammaturgo
- María Montez (1912-1951), attrice dominicana
- Michèle Morgan (1920-2016), attrice

### N
- Philippe Noiret (1930-2006), attore

### O
- Felice Orsini (1819-1858), patriota italiano, scrittore, attentò alla vita di Napoleone III, sepolto in fossa comune
- Gérard Oury (1919-2006), attore, regista e sceneggiatore

### P
- Jean-Claude Pascal (1927-1992) attore e cantante
- Roland Petit (1924-2011), coreografo e ballerino
- Maurice Pialat (1925-2003), regista e attore
- Francis Picabia (1879-1953), pittore e scrittore
- Henri Poincaré (1854-1912), matematico, fisico, astronomo e filosofo della scienza
- Jean Poiret (1926-1992), attore e sceneggiatore
- Pierre-Joseph Proudhon (1809-1865), filosofo, sociologo, economista e anarchico

### Q
- Edgar Quinet (1803-1875), storico, scrittore e politico

### R
- Jean-Pierre Rampal (1922-2000), flautista
- Serge Reggiani (1922-2004), attore e cantante italiano naturalizzato francese
- Alain Resnais (1922-2014), regista
- Yves Robert (1920-2002), regista, attore, sceneggiatore e produttore cinematografico
- Éric Rohmer (1920-2010), regista, sceneggiatore, scenografo, montatore, critico cinematografico e scrittore
- Frédéric Rossif (1922-1990), regista jugoslavo naturalizzato francese
- Sonia Rykiel (1930-2016), stilista e scrittrice

### S
- Camille Saint-Saëns (1835-1921), compositore, pianista e organista
- Jean-Paul Sartre (1905-1980), filosofo, scrittore, drammaturgo e critico letterario
- Claude Sautet (1924-2000), regista
- Georges Schehadé (1905-1989), scrittore, poeta e drammaturgo libanese
- Jean Seberg (1938-1979), attrice statunitense
- Delphine Seyrig (1932-1990), attrice, regista e attivista
- Susan Sontag (1933-2004), scrittrice, filosofa e storica statunitense
- Cécile Sorel (1873-1966), attrice
- Chaïm Soutine (1893-1943), pittore russo naturalizzato francese
- Mike Sparken (1930-2012), pilota automobilistico

### T
- Laurent Terzieff (1935-2010), attore e regista
- Jean Tiberi (1935-2025), magistrato e sindaco di Parigi
- Roland Topor (1938-1997), illustratore, paroliere, drammaturgo, scrittore, sceneggiatore, attore e scenografo
- Tristan Tzara (1896-1963), poeta e saggista romeno

### U
- Jules Dumont d'Urville (1790-1842), ammiraglio ed esploratore

### V
- César Vallejo (1892-1938), poeta e scrittore peruviano
- Agnès Varda (1928-2019), regista, sceneggiatrice e fotografa belga
- Jacques Vergès (1925-2013), avvocato e attivista

### W
- Georges Wolinski (1934-2015), fumettista